# Carlo Girardelli
Carlo Girardelli (15. července 1821 – 14. dubna 1891) byl rakouský podnikatel a politik italské národnosti z Terstu, v 60. letech 19. století poslanec rakouské Říšské rady.

## Biografie
Působil jako průmyslník. Po dvacet let byl členem obchodní a živnostenské komory a po dvacet pět let členem obecní rady v Terstu (fungovala zároveň jako Terstský zemský sněm). Byl společníkem firmy Girardi fratelli e Musatti, která se zabývala obchodem s moukou, těstovinami a lihovinami. Byl rovněž společníkem v městské plynárně. Po své smrti zanechal majetek v hodnotě 538 539 zlatých.
Působil také coby poslanec Říšské rady (celostátního parlamentu Rakouského císařství), kam ho delegoval Terstský zemský sněm roku 1861 (Říšská rada tehdy ještě byla volena nepřímo, coby sbor delegátů zemských sněmů). V rejstříku poslanců pro zasedání parlamentu od roku 1863 již uveden není. Poslancem Říšské rady byl v letech 1861–1862. Opětovně ho zemský sněm do parlamentu vyslal roku 1870. Rezignace na mandát byla ovšem oznámena již na schůzi 26. září 1870, takže ani nesložil slib.
Patřil mezi italské národní liberální poslance. V době svého působení v parlamentu je uváděn jako Karl Girardelli, obchodník v Terstu.